# Frederick Lowy
Pour les articles homonymes, voir Lowy.
Frederick Hans Lowy, né en 1933, est un médecin, psychiatre et professeur canadien. Il est recteur et vice-chancelier de l'Université Concordia à Montréal de 1995 à 2005.

## Vie et carrière
Né à Großpetersdorf, Autriche en 1933, Lowy immigra à Montréal à l'âge de 13 ans. Après avoir été diplômé de l'école secondaire Baron Byng, il étudie le médecine à l'Université McGill et obtient son doctorat en 1959, puis il est psychiatre à l'hôpital Royal Victoria de Montréal.
Il est ensuite psychiatre en chef et directeur de l'Institut psychiatrique Clarke à Toronto en 1974 et professeur et président du département de psychiatrie de l'Université de Toronto. Il est doyen de la faculté de médecine de 1980 à 1987. Il est le directeur fondateur et premier du Centre de bioéthique de l'Université de Toronto (maintenant le Joint Centre for Bioethics). En 1995, il devient le 4e recteur et vice-chancelier de l'Université Concordia de Montréal, poste qu'il occupe jusqu'au 1er août 2005. Il est directeur général par intérim de la Fondation des Boursiers Sauvé (2007-2008). Il est conseiller principal auprès du Président de la Fondation Trudeau. Le 21 janvier 2011, il revient à la position du président de l'Université Concordia par intérim, après le départ controversé de Judith Woodsworth. 
Lowy est le premier président de la Groupe de travail Tri-Conseil sur l'éthique de la recherche sur des sujets humains (1994-1995) et vice-président du comité sur la restructuration des hôpitaux du Metro Toronto District Health Council (1994-1995). Il est un fellow du Collège royal des médecins et chirurgiens du Canada, membre à vie des associations de psychiatrie canadienne et américaine  et de l'American College of Psychiatrists. Il est également membre de l'Association médicale canadienne et l'Association psychanalytique internationale. Lowy travaille également comme médecin à l'hôpital général de Cincinnati, l'hôpital Civic d'Ottawa et de l'hôpital général de Toronto. Il sert également comme consultant auprès de nombreuses fondations de recherche et des hôpitaux.
Lowy donne des conférences et publie de nombreux ouvrages. Ses publications les plus récentes d'examiner les questions éthiques qui se posent les médecins modernes et des chercheurs en sciences de la santé. Lowy a été membre du conseil d'administration de la Chambre de commerce du Montréal métropolitain et de Centraide (Montréal), vice-président de la Conférence des recteurs et des principaux des universités du Québec, et du Ballet national du Canada, membre du conseil d'administration des hôpitaux Sunnybrook Health Sciences Centre, Mount Sinai Hospital (Toronto), hôpital St. Michael (Toronto), et Toronto Hospital, et l'Institut de cancer de l'Ontario. Il préside une enquête du gouvernement de l'Ontario de l'industrie pharmaceutique (1988-1990) et occupe de nombreux postes de rédaction professionnelle, y compris rédacteur en chef de la Revue canadienne de psychiatrie (Canadian Journal of Psychiatry).
Lowy siège au conseil d'administration de Dundee Corporation, Musée des beaux-arts de Montréal, Hôpital général juif de Montréal, Centre canadien d'architecture, et la Fondation Jeanne-Sauvé.
Lowy est marié à Mary Kay Lowy (Dr MK O'Neil). Il a quatre enfants, David, Eric, Adam, et Sarah, et huit petits-enfants.

## Honneurs
En 2000, il est nommé officier de l'Ordre du Canada et est récipiendaire de la Médaille d'honneur de l'Assemblée nationale. Il reçoit des doctorats honoris causa de l'Université de Toronto (1998), de l'Université McGill (2001) et de l'Université Concordia (2008). 